# Samantha Ruth Prabhu
Pour les articles homonymes, voir Prabhu.
Samantha Ruth Prabhu, née le 28 avril 1987 à Chennai, en Inde, est une actrice indienne, également modèle.
Elle a établi sa carrière dans les industries du cinéma Télougou et Tamoul, et est récipiendaire de quatre prix Filmfare Awards.

## Biographie
Née le 28 avril 1987 , Samantha a été élevée à Pallavaram à Chennai, Tamil Nadu en tant que plus jeune enfant de la famille de Prabhu et Ninette et de deux frères aînés Jonathan et David, tout en devenant parle couramment la langue tamoule. Malgré ses antécédents régionaux mitigés, elle s'est citée comme tamoule. Dans le cadre de ses études, Samantha a fait ses études à l'école secondaire supérieure indienne Holy Angels Anglo, puis a obtenu un diplôme de commerce au Stella Maris College de Chennai. Vers la fin de son diplôme de premier cycle, elle s'est impliquée dans la modélisation, notamment en travaillant avec Naidu Hall, grâce à laquelle elle a été repérée pour la première fois par le cinéaste Ravi Karman.
Elle a commencé à sortir avec l'acteur Naga Chaitanya en 2014 et le couple a été engagé dans une fonction à Hyderabad en janvier 2017. Elle s'est mariée à Goa selon les traditions hindoues conventionnelles le 6 octobre 2017 et ensuite par les traditions chrétiennes le 7 octobre 2017. Plus tard, le 2 octobre 2021, ils ont annoncé leur séparation et leur divorce.

## Filmographie
| Année | Film                               | Rôle(s)                  | Langue(s) | Notes            |
| ----- | ---------------------------------- | ------------------------ | --------- | ---------------- |
| 2010  | Ye Maaya Chesave                   | Jessie                   | Télougou  |                  |
| 2010  | Vinnaithaandi Varuvaayaa           | Nandini                  | Tamoul    | Caméo apparence  |
| 2010  | Baana Kaathadi                     | Priya                    | Tamoul    |                  |
| 2010  | Moscowin Kavery                    | Kavery                   | Tamoul    |                  |
| 2010  | Brindavanam                        | Indu                     | Télougou  |                  |
| 2011  | Nadunisi Naaygal                   | Asylum patient           | Tamoul    | Caméo apparence  |
| 2011  | Dookudu                            | Prashanthi               | Télougou  |                  |
| 2012  | Ekk Deewana Tha                    | Samantha (Sam)           | Hindi     | Cameo appearance |
| 2012  | Eega                               | Bindu                    | Télougou  |                  |
| 2012  | Naan Ee                            | Bindu                    | Tamoul    |                  |
| 2012  | Neethaane En Ponvasantham          | Nithya Vasudevan         | Tamoul    |                  |
| 2012  | Yeto Vellipoyindhi Manasu          | Nithya Yelavarthy        | Télougou  |                  |
| 2013  | Seethamma Vakitlo Sirimalle Chettu | Geetha                   | Télougou  |                  |
| 2013  | Jabardasth                         | Shreya                   | Télougou  |                  |
| 2013  | Theeya Velai Seiyyanum Kumaru      | Herself                  | Tamoul    | Caméo apparence  |
| 2013  | Attarintiki Daredi                 | Sashi                    | Télougou  |                  |
| 2013  | Ramayya Vasthavayya                | Akarsha                  | Télougou  |                  |
| 2014  | Manam                              | Krishnaveni et Priya     | Télougou  |                  |
| 2014  | Autonagar Surya                    | Sirisha                  | Télougou  |                  |
| 2014  | Alludu Seenu                       | Anjali                   | Télougou  |                  |
| 2014  | Anjaan                             | Jeeva                    | Tamoul    |                  |
| 2014  | Rabhasa                            | Indu                     | Télougou  |                  |
| 2014  | Kaththi                            | Ankitha                  | Tamoul    |                  |
| 2015  | S/O Satyamurthy                    | Sameera                  | Télougou  |                  |
| 2015  | 10 Endrathukulla                   | Shakila et Gadgi Moi     | Tamoul    |                  |
| 2015  | Thanga Magan                       | Yamuna                   | Tamoul    |                  |
| 2016  | Bangalore Naatkal                  | Grace                    | Tamoul    | Caméo apparence  |
| 2016  | Theri                              | Mithra                   | Tamoul    |                  |
| 2016  | 24                                 | Sathya                   | Tamoul    |                  |
| 2016  | Brahmotsavam                       | NRI de Londres           | Télougou  |                  |
| 2016  | A Aa                               | Anasuya Ramalingam       | Télougou  |                  |
| 2016  | Janatha Garage                     | Bujji                    | Télougou  |                  |
| 2017  | Raju Gari Gadhi 2                  | Amrutha                  | Télougou  |                  |
| 2017  | Mersal                             | Tara                     | Tamoul    |                  |
| 2018  | Rangasthalam                       | Rama Lakshmi             | Télougou  |                  |
| 2018  | Mahanati                           | Madhuravani              | Télougou  |                  |
| 2018  | Nadigaiyar Thilagam                | Madhuravani              | Tamoul    |                  |
| 2018  | Irumbu Thirai                      | Rathi Devi               | Tamoul    |                  |
| 2018  | Seema Raja                         | Sundhanthira Selvi       | Tamoul    |                  |
| 2018  | U Turn                             | Rachana                  | Tamoul    |                  |
| 2018  | U Turn                             | Rachana                  | Télougou  |                  |
| 2019  | Super Deluxe                       | Vaembu                   | Tamoul    |                  |
| 2019  | Majili                             | Sravani                  | Télougou  |                  |
| 2019  | Oh! Baby                           | Swathi et Savitri (Baby) | Télougou  |                  |
| 2019  | Manmadhudu 2                       | étudiante architecture   | Télougou  | Caméo apparence  |
| 2020  | Jaanu                              | Janaki Devi aka Jaanu    | Télougou  |                  |
| 2021  | Pushpa: The Rise                   | Danseuse de bar          | Télougou  | Caméo apparence  |
| 2022  | Kaathuvaakula Rendu Kaadhal        | Khatija Begum            | Tamoul    |                  |
| 2022  | Yashoda                            | Yashoda                  | Télougou  |                  |

## Récompenses et distinctions

### Lauréates
| Année | Award                                             | Categorie                                    | Film                                                        |
| ----- | ------------------------------------------------- | -------------------------------------------- | ----------------------------------------------------------- |
| 2011  | CineMAA Awards                                    | Meilleur début féminin                       | Ye Maaya Chesave                                            |
| 2011  | 58th Filmfare Awards South                        | Meilleur début féminin                       | Ye Maaya Chesave                                            |
| 2011  | Nandi Awards                                      | Prix spécial du jury                         | Ye Maaya Chesave                                            |
| 2013  | Vikatan Awards                                    | Meilleure actrice                            | Neethaane En Ponvasantham                                   |
| 2013  | 7th Vijay Awards                                  | Meilleure actrice                            | Neethaane En Ponvasantham                                   |
| 2013  | 60th Filmfare Awards South                        | Meilleure actrice - Tamoul                   | Neethaane En Ponvasantham                                   |
| 2013  | Tamil Nadu State Film Awards                      | Meilleure actrice (prix spécial)             | Neethaane En Ponvasantham                                   |
| 2013  | 60th Filmfare Awards South                        | Meilleure actrice - Télougou                 | Eega                                                        |
| 2013  | CineMAA Awards                                    | Meilleure actrice                            | Eega                                                        |
| 2013  | Santosham Film Awards                             | Meilleure actrice                            | Eega                                                        |
| 2013  | Nandi Awards                                      | Meilleure actrice                            | Yeto Vellipoyindhi Manasu                                   |
| 2014  | Margadarsi Big Telugu Entertainment Awards        | Meilleure actrice 2013                       | Attarintiki Daredi                                          |
| 2014  | 3rd South Indian International Movie Awards       | Meilleure actrice - Télougou                 | Attarintiki Daredi                                          |
| 2015  | CineMAA Awards                                    | Meilleure actrice                            | Manam                                                       |
| 2015  | 4th South Indian International Movie Awards       | Meilleure actrice (critiques) - Télougou     | Manam                                                       |
| 2015  | 2nd Behindwoods Gold Medal Ceremony               | Actrice de choix du public                   | Anjaan , Kaththi                                            |
| 2015  | Mercedes Benz RITZ STYLE AWARDS (Chennai Edition) | RITZ Solitaire Award                         | -                                                           |
| 2016  | 5th South Indian International Movie Awards       | Icône de la jeunesse de l'Inde du Sud        | -                                                           |
| 2017  | Zee Cinemalu Awards                               | Reine du box-office                          | A Aa, Brahmotsavam, Janatha Garage                          |
| 2017  | 2nd IIFA Utsavam Awards                           | Meilleure actrice - Télougou                 | A Aa                                                        |
| 2017  | 64th Filmfare Awards South                        | Meilleure actrice - Télougou                 | A Aa                                                        |
| 2017  | Santosham Film Awards                             | Meilleure actrice                            | A Aa                                                        |
| 2017  | 4th Behindwoods Gold Medal Ceremony               | Actrice de choix du public                   | Theri, 24                                                   |
| 2018  | 2nd Social Media Summit and Awards                | Actrice sud-indienne la plus appréciée       | -                                                           |
| 2019  | Sri Kala Sudha Telugu Association Awards          | Meilleure actrice                            | Rangasthalam                                                |
| 2019  | 8th South Indian International Movie Awards       | Icône de style                               | Rôles divers                                                |
| 2019  | 8th South Indian International Movie Awards       | Meilleure actrice (critiques) - Télougou     | Rangasthalam                                                |
| 2020  | TV9 Nava Nakshatra Sanmanam                       | Meilleure actrice                            | Eega, Rangasthalam, Mahanati, Oh! Baby et rôles plus divers |
| 2020  | Zee Cinema Tamil Awards                           | Meilleure actrice - Mention spéciale du jury | Super Deluxe                                                |
| 2020  | Zee Cinema Telugu Awards                          | Meilleure actrice dans un rôle principal     | Majili, Oh! Baby                                            |
| 2020  | Cinema Central Excellence Awards                  | Meilleure actrice                            | Super Deluxe                                                |
| 2020  | Critics Choice Film Awards                        | Meilleure actrice                            | Oh! Baby                                                    |